# Битка код Перитериона
Битка код Перитериона одиграла се 7. јула 1345. године између војске Војводе Момчила и Турско-Ромејске војске, код града Перитериона недалеко од Ксантија (седиште Војводе Момчила).

## Догађаји који су претходили
- Раскид савезништва са Јованом Кантакузином током 1344 године.[2]
- Момчило је 1344, напао луку Абдеру (Егејска обала) Порто Лагос. У луци се налазило 15 турских бродова с малом стражом. Током напада, три брода су спаљена, док су остали успели да побегну. Чувари су побијени.

## Битка
Опис битке под зидинама Перитериона сачуван је из прве руке, од главног византијског војсковође, самог цара Јована VI Кантакузина. Изгледа да је Момчило рачунао да ће моћи да се повуче пред бројнијим непријатељем у утврђење које се од раније налазило усред његове области. Међутим, житељи Перетриона у одсудном тренутку нису желели да отворе градске капије, показујући са зидина на Турке и наговарајући Момчила да се сукоби са њима. Као знак добре воље, у тврђаву су, ипак, примили његовог нећака Рајка на челу мањег одреда од 50 људи. Немајући куд, Момчило је „сврстао војску у бојни ред код бедема пред градом, надајући се да ће одолети”. Битка се водила у две етапе. У првом сукобу један турски одред одбацио је Момчилову војску, разорио одбрамбени бедем, а затим се растурио у пљачки око града. Затим је наишла главнина Кантакузинове војске који је своје јединице сврстао у три одреда: десно крило држали су Турци емира Омара, лево крило су предводили Византинци, а цар Кантакузин је заузео средиште са одабраним одредима из обе — византинске и турске војске. Развила се битка. „Војске су дуго једна другој одолевале.” Помешали су се „звуци труба и бубњева и по варварским обичајима Персијанаца (Турака) у борби уобичајена ратничка вика и галама...” Момчилова војска била је мања од непријатељске, тако да је и поред жестоког отпора била потиснута до самих зидина града. Они из утврђења нису отварали капије „само (су) као посматрачи борбе седели на зидинама”. Пошто су Турци „нападајући стрелама за кратко време уништили читаву Момчилову коњицу, најзад су се пешаци борили са пешацима и наста борба прса у прса”. Момчило и преостали коњаници сјахали су „па кренуше на непријатеља. Борили су се пешке, тукући се срчано и одолевали су дуго времена” ослоњени на саме градске зидине што је непријатеља спречавало да их потпуно опколи. Међутим, пред многобројнијим нападачима, Момчилови ратници нису имали много шансе. „И док је он (Момчило) био жив нису ни они губили храброст, нити су предавали оружје. А када је у боју пао и он, остали су одмах предали оружје...” Беше то и крај епског живота хајдука и војводе са Родопа.

## Последице
- Момчило је први балкански војсковођа убијен од стране турака.
- Цар Кантакузин у свом спису признао да се након битке „расплакао због несреће”, како због судбине погинулог непријатеља тако и због изгинулих војника, међу којима је било доста Ромеја. „Онај који је мало раније о себи високо мислио и изгледао као непобедив и изванредан војсковођа, у једном трену лежи јадан и гажен од непријатеља...” Цар приповеда и како се благо понео према Момчиловој удовици којој није ништа одузео од њених ствари, него јој је омогућио да се врати у своју земљу — у Бугарску.[5]